# David Solari
Pour les articles homonymes, voir Solari.
David Solari (né le 6 juin 1968 à Adélaïde en Australie) est un coureur cycliste australo-italien, spécialiste de la piste.

## Biographie
En 1986, David Solari décroche deux médailles de bronze aux championnats du monde sur piste juniors en poursuite individuelle et par équipes. Lors de la poursuite par équipes, l'équipe italienne réalise le meilleur temps des qualifications avec cinq secondes d'avance sur le deuxième temps. Une chute lors du deuxième tour les prive de la finale pour la médaille d'or.
En 1988, il est sélectionné avec l'Italie pour prendre part aux Jeux olympiques de Séoul avec Ivan Beltrami, Gianpaolo Grisandi, Fabrizio Trezzi et Fabio Baldato. En qualifications de la poursuite par équipes, Baldato chute et ses coéquipiers font pratiquement toute la course à trois. Ils se font éliminer au tour suivant par les futurs champions olympiques et doivent se contenter de la sixième place. 
Aux championnats du monde 1989 à Lyon, le quatuor italien composé de Solari, Marco Villa, Giovanni Lombardi et Ivan Cerioli obtient la médaille de bronze. En 1990, 1991 et 1992, il est vice-champion du demi-fond amateurs. Il a participé à neuf reprises aux championnats du monde.
Dans l'ensemble, Solari, qui a deux nationalités, a remporté huit titres de champion d'Italie et deux d'Australie. Lors de la saison 1984-1985, il devient champion d'Australie et d'Italie, faisant de lui le seul cycliste à devenir champion dans deux pays la même année. En 1987, il gagne sur route le Giro del Salento et en 1992 Vicence-Bionde.
À la fin de 1993, il retourne en Australie pour sa pause habituelle hors saison et tombe malade. Il lui est diagnostiqué une inflammation de l'intestin, qui met près de deux ans à guérir. Il prend sa retraite de coureur en 1999.
En 2001, il reprend un restaurant italien à Royston Park, un quartier d'Adélaïde. Il était tenu par son père Nino, lui-même un ancien cycliste à succès qui a notamment remporté à deux reprises les Six Jours d'Adélaïde : en 1962 avec Giuseppe Ogna et en 1963 avec Sydney Patterson et a joué un rôle important dans l'export du cyclisme australien en Europe.

## Palmarès sur piste

### Jeux olympiques
- Séoul 1988
  - 6e de la poursuite par équipes

### Championnats du monde
- Stuttgart 1985 (juniors)
  - 5e de la poursuite juniors
- Casablanca 1986 (juniors)
  -  Médaillé de bronze de la poursuite individuelle juniors
  -  Médaillé de bronze de la poursuite par équipes juniors (avec Gianluca Bortolami, Fabio Baldato et Endrio Leoni)
- Lyon 1989
  -  Médaillé de bronze de la poursuite par équipes amateurs (avec Marco Villa, Giovanni Lombardi et Ivan Cerioli)
- Maebashi 1990
  -  Médaillé d'argent du demi-fond amateurs
- Stuttgart 1991
  -  Médaillé d'argent du demi-fond amateurs
- Valence 1992
  -  Médaillé d'argent du demi-fond amateurs

### Championnats nationaux
- 1984
  -  Champion d'Italie de poursuite juniors
- 1985
  -  Champion d'Australie de poursuite juniors
- 1988
  -  Champion d'Italie de course aux points amateurs
- 1990
  -  Champion d'Italie de poursuite par équipes amateurs (avec Fabio Baldato, Gianmarco Agostini et Alessandro Pavan)
- 1994
  -  Champion d'Australie de poursuite par équipes

## Palmarès sur route
- 1987
  - Giro del Salento
- 1990
  - 1re étape du Cinturón a Mallorca
- 1992
  - Vicence-Bionde